# Gerygone fusca
Gerygone fusca е вид птица от семейство Acanthizidae.

## Разпространение
Видът е разпространен в Австралия.